# Новоподгородное (Межевский район)
Новоподгородное (укр. Новопідгородне) — село в
Синельниковском районе,
Днепропетровской области,
Украины.
Код КОАТУУ — 1222687706. Население по переписи 2001 года составляло 1002 человека.

## Географическое положение
Село Новоподгородное находится в 1-м км от села Молодецкое (Покровский район Донецкой области) и в 3-х км от сёл Райполе и Колона-Межевая.
По селу протекает пересыхающий ручей с запрудой.
Рядом проходят автомобильная дорога Т-0406 и
железная дорога, станция Фурсово в 1-м км.

## Экономика
- «Вектор Х», ООО.
- «Единство», ООО.

## Объекты социальной сферы
- Школа.
- Детский сад «Солнышко».
- Амбулатория семейного типа.

## Религия
- Церковь Рождества Пресвятой Богородицы.

## Известные люди
- Логвиненко Владимир Иванович — в 2006—2010 года председатель Донецкой областной государственной администрации («губернатор» Донецкой области) — украинский политик.
- Харламов Виктор Георгиевич — с 1985 года председатель колхоза «13-риччя Жовтня» Межевского района, депутат Верховного Совета Украины 2-го созыва (1994—1998 г.)